# Hamilton-Piedmont-Gletscher
Der Hamilton-Piedmont-Gletscher ist ein 13 km breiter Vorlandgletscher an der Walgreen-Küste des westantarktischen Marie-Byrd-Lands. Er liegt östlich des Wyatt Hill auf der Bear-Halbinsel.
Der United States Geological Survey kartierte ihn anhand eigener Vermessungen und Luftaufnahmen der United States Navy aus den Jahren von 1959 bis 1966. Das Advisory Committee on Antarctic Names benannte ihn 1977 nach dem US-amerikanischen Meteorologen Robert Hamilton von der University of California, Davis, der im Rahmen des United States Antarctic Research Program im antarktischen Winter 1975 als wissenschaftlicher Leiter der Amundsen-Scott-Südpolstation tätig war.